# Los Angeles Film Critics Association Awards 2013
La 39ª edizione dei Los Angeles Film Critics Association Awards si è tenuta l'8 dicembre 2013, per onorare il lavoro nel mondo del cinema per l'anno 2013.

## Premi
Miglior film
- Gravity, regia di Alfonso Cuarón
- Lei (Her), regia di Spike Jonze

Miglior attore
- Bruce Dern - Nebraska
  - 2º classificato: Chiwetel Ejiofor - 12 anni schiavo (12 Years a Slave)

Miglior attrice
- Adèle Exarchopoulos - La vita di Adele (Blue Is the Warmest Colour)
- Cate Blanchett - Blue Jasmine

Miglior regista
- Alfonso Cuarón - Gravity
  - 2º classificato: Spike Jonze - Lei (Her)

Miglior attore non protagonista
- Jared Leto - Dallas Buyers Club
- James Franco - Spring Breakers - Una vacanza da sballo (Spring Breakers)

Miglior attrice non protagonista
- Lupita Nyong'o - 12 anni schiavo (12 Years a Slave)
  - 2º classificato: June Squibb - Nebraska

Miglior sceneggiatura
- Richard Linklater, Ethan Hawke e Julie Delpy - Before Midnight
  - 2º classificato: Spike Jonze - Lei (Her)

Miglior fotografia
- Emmanuel Lubezki - Gravity
  - 2º classificato: Bruno Delbonnel - A proposito di Davis (Inside Llewyn Davis)

Miglior scenografia
- K. K. Barrett - Lei (Her)
  - 2º classificato: Jess Gonchor - A proposito di Davis (Inside Llewyn Davis)

Miglior montaggio
- Alfonso Cuarón e Mark Sanger - Gravity
  - 2º classificato: Shane Carruth e David Lowery - Upstream Color

Miglior colonna sonora
- T Bone Burnett - A proposito di Davis (Inside Llewyn Davis)
  - 2º classificato: Arcade Fire ed Owen Pallett - Lei (Her)

Miglior film in lingua straniera
- La vita di Adele (La Vie d'Adèle), regia di Abdellatif Kechiche  ·  Francia
  - 2º classificato: La grande bellezza, regia di Paolo Sorrentino  ·  Italia

Miglior film d'animazione
- Ernest & Celestine (Ernest et Célestine), regia di Stéphane Aubier, Vincent Patar e Benjamin Renner
  - 2º classificato: Si alza il vento (風立ちぬ), regia di Hayao Miyazaki

Miglior documentario
- Stories We Tell, regia di Sarah Polley
  - 2º classificato: L'atto di uccidere (The Act of Killing), regia di Joshua Oppenheimer

Miglior film sperimentale/indipendente
- Charlotte Pryce - Cabinets of Wonder: Films and a Performance by Charlotte Pryce

New Generation Award
- Megan Ellison

Career Achievement Award
- Richard Lester